# Absdorf
Absdorf este o localitate din Austria Inferioară cu 1.773 de locuitori.